# Gustav Adolfs socken, Västergötland
Gustav Adolfs socken i Västergötland ingick i Vartofta härad, ingår sedan 1971 i Habo kommun och motsvarar från 2016 Gustav Adolfs distrikt.
Socknens areal är 86,11 kvadratkilometer varav 85,24 land. År 2000 fanns här 1 021 invånare. Tätorten Fagerhult samt sockenkyrkan Gustav Adolfs kyrka ligger i socknen.

## Administrativ historik
Socknen bildades 1780 genom en utbrytning ur Habo socken.

sockenvapen

Vid kommunreformen 1862 övergick socknens ansvar för de kyrkliga frågorna till Gustav Adolfs församling och för de borgerliga frågorna bildades Gustav Adolfs landskommun. Landskommunen uppgick 1952 i Habo landskommun som 1971 ombildades till Habo kommun.
1 januari 2016 inrättades distriktet Gustav Adolf, med samma omfattning som församlingen hade 1999/2000.
Socknen har tillhört län, fögderier, tingslag och domsagor enligt vad som beskrivs i artikeln Vartofta härad. De indelta soldaterna tillhörde Skaraborgs regemente och Västgöta regemente, Vartofta kompani.

## Geografi
Gustav Adolfs socken ligger nordväst om Jönköping med Hökensås i väster och norr och Vättern i öster. Socknen är en kuperad mossrik skogsbygd med inslag av odlingsbygd och med höjder som når 310 meter över havet.

## Fornlämningar
Lösfynd från stenåldern har påträffats. Från järnåldern finns gravar och domarringar.

## Namnet
Namnet gavs för att hedra kronprinsen, sedermera kung Gustav IV Adolf.